# Cloxacillin
Cloxacillin là một kháng sinh hữu ích trong điều trị một số bệnh nhiễm khuẩn. Những bệnh này có thể bao gồm chốc lở, viêm mô tế bào, viêm phổi, viêm khớp nhiễm trùng và viêm tai giữa. Chúng không có hiệu quả đối với vi khuẩn Staphylococcus aureus kháng methicillin (MRSA). Kháng sinh này được đưa vào cơ thể qua đường miệng và bằng cách tiêm.
Các tác dụng phụ có thể kể đến như buồn nôn, tiêu chảy và phản ứng dị ứng bao gồm sốc phản vệ. Tiêu chảy Clostridium difficile cũng có thể xảy ra. Cloxacillin không được khuyến cáo sử dụng ở những người có tiền sử dị ứng với penicillin. Sử dụng trong khi mang thai có vẻ tương đối an toàn. Cloxacillin thuộc họ kháng sinh penicillin.
Cloxacillin được cấp bằng sáng chế vào năm 1960 và được chấp thuận cho sử dụng y tế vào năm 1965. Nó nằm trong danh sách các thuốc thiết yếu của Tổ chức Y tế Thế giới, tức là nhóm các loại thuốc hiệu quả và an toàn nhất cần thiết trong một hệ thống y tế. Chi phí bán buôn ở các nước đang phát triển là khoảng 0,16 USD mỗi ngày. Nó không còn được bán ở Hoa Kỳ.

## Cơ chế tác dụng
Kháng sinh này là bán tổng hợp và trong cùng một lớp giống penicillin. Cloxacillin được sử dụng chống lại Staphylococci sản xuất beta-lactamase, do chuỗi R lớn của nó, mà không cho phép các beta-lactamase gắn vào. Thuốc này có hoạt tính kháng khuẩn yếu hơn benzylpenicillin, và không có độc tính nghiêm trọng ngoại trừ các phản ứng dị ứng.